# 2021 en Libye
Chronologie de la Libye
- 2017
- 2018
- 2019
- 2020
- 2021
- 2022
- 2023
- 2024
- 2025

Cet article traite des événements qui se sont produits durant l'année 2021 en Libye ou qui concernent ce pays.

## Événements
- 10 mars : mise en place du Conseil présidentiel libyen (en arabe : المجلس الرئاسي الليبي, al Majlis al Riyasiu), organe à la tête du pays. Les membres représentent chacune des trois régions historiques de la Libye.
- 15 mars : entrée en fonctions du gouvernement Abdel Hamid Dbeibah, aussi appelé gouvernement d'unité nationale (GNU). Il succède aux deux gouvernements rivaux de Fayez el-Sarraj et Abdallah al-Thani.

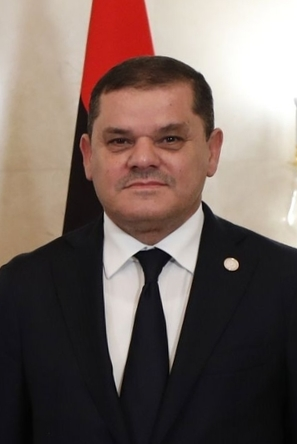
Abdel Hamid Dbeibah.

- 16 mars : un rapport commandité par l'ONU confirme des pratiques de corruption lors de la désignation du nouveau gouvernement[1].
- 23 juin : la conférence internationale sur la Libye, réunie à Berlin, appelle au retrait des forces étrangères[2].
- 22 décembre : annulation de l'élection présidentielle 48 heures avant la date prévue faute d'accord sur une loi électorale entre les camps rivaux[3].

## Sport
- La Libye participe aux Jeux olympiques de 2020 à Tokyo au Japon. Il s'agit de sa 11e participation à des Jeux d'été.
- La saison 2021 du Championnat de Libye de football est la quarante-huitième édition du championnat de première division libyenne. Vingt-quatre clubs prennent part au championnat organisé par la fédération. Les équipes sont réparties en deux poules de douze où elles rencontrent leurs adversaires deux fois au cours de la saison. À l'issue du premier tour, les deux premiers de chaque groupe s'affrontent pour déterminer les qualifiés pour la Ligue des champions et pour la Coupe de la confédération. À la fin des rencontres de poules, les deux derniers de chaque poule sont relégués.